# Tone (cruzador de 1937)
O Tone (利根) foi um cruzador pesado operado pela Marinha Imperial Japonesa e a primeira embarcação da Classe Tone, seguido pelo Chikuma. Sua construção começou em dezembro de 1934 nos estaleiros da Mitsubishi e foi lançado ao mar em novembro de 1937, sendo comissionado na frota japonesa em novembro do ano seguinte. Era armado com uma bateria principal de oito canhões de 203 milímetros montados em quatro torres de artilharia duplas, tinha um deslocamento carregado de quinze mil toneladas e conseguia alcançar uma velocidade máxima de 35 nós.
O Tone teve uma carreira ativa na Segunda Guerra Mundial. Ele escoltou os porta-aviões que realizaram o Ataque a Pearl Harbor no final de 1941, enquanto no ano seguinte participou da invasão das Índias Orientais Holandesas, de um ataque no Oceano Índico, da Batalha de Midway e de diversas operações na Campanha de Guadalcanal. Passou a maior parte dos dois anos seguintes escoltando comboios e transportando tropas, mas envolveu-se nas Batalhas do Mar das Filipinas e Golfo de Leyte em 1944. Foi afundado em julho de 1945 por ataques aéreos norte-americanos.